# Kōhei Katō
Kōhei Katō (jap. 加藤恒平 Katō Kōhei; ur. 14 czerwca 1989 w Shingū) – japoński piłkarz występujący na pozycji pomocnika w gibraltarskim klubie St Joseph’s F.C. W trakcie swojej kariery grał także w takich zespołach jak Sacachispas, Machida Zelvia, Rudar Pljevlja, Podbeskidzie Bielsko-Biała z którym podpisał kontrakt 24 czerwca 2015 roku, Beroe Stara Zagora, Sagan Tosu oraz Widzew Łódź.

## Sukcesy

### Rudar Pljevlja
- Mistrzostwo Czarnogóry: 2014/15